# Szymon Kalisz
Szymon Kalisz (ur. 1857 r. w Warce, zm. 28 września 1926 r.) – duchowny żydowski, od 1886 roku do śmierci pełnił funkcję rabina w Skierniewicach.
Syn cadyka Mordechaja Menachema Mendla ze Skierniewic, ojciec Menachema Mendla Kalisza.
Przez skierniewickich Żydów był uważany za cudotwórcę – jego ohel na starym cmentarzu żydowskim w Skierniewicach do dziś jest celem pielgrzymek ortodoksyjnych Żydów.